# Девлет Маріанна Арташирівна
Маріанна Арташирівна Девлет (нар. 13 червня 1933, Ветлуга, СРСР) — радянська і російська вчена, археолог, провідний науковий співробітник Відділу бронзової доби Інституту археології РАН, доктор історичних наук, лауреатка премії імені І. Є. Забєліна (2012).

## Життєпис
Народилася 13 червня 1933 року в місті Ветлуга Горьківської (Нижньогородської) області.
1957 року закінчила історичний факультет МДУ.
Від 1957 до 1962 року працювала в НДІ музеєзнавства (молодшою науковою співробітницею).
1966 року закінчила аспірантуру, захистивши кандидатську дисертацію, тема: «Племена басейну середнього Єнісею в ранню залізну добу» (науковий керівник М. Я. Мерперт).
Від 1966 року працює в Інституті археології РАН (м.н.с., с.н.с. в.н.с.).
1983 року захищена докторська дисертація, тема: «Петрогліфи Єнісею».
Дочка — К. Г. Девлет — російський археолог, співробітниця Інституту археології РАН, професор Російського державного гуманітарного університету, лауреат премії імені І. Є. Забєліна (2012).

## Наукова та громадська діяльність
Наукові інтереси: археологія Південного Сибіру і Центральної Азії, наскельні зображення, історіографія.
Науково-організаційна діяльність: ініціаторка і організаторка Всесоюзній конференції з наскельного мистецтва (Москва, 1990 р.).
Брала участь в експедиціях від1953 до 1990 року (центральні і західні райони Росії, Кавказ, Середня Азія, Сибір).
Від 1969 до 1973 року — начальниця Тоджинської експедиції в Туві, протягом 1974—1990 років — начальниця загону з вивчення петрогліфів Саяно-Тувинської експедиції.
Членство в наукових організаціях: член-кореспондент Міжнародного комітету з наскельному мистецтва при ICOMOS; дійсний член Радянського комітету ІКОМОС (Міжнародна рада з питань пам'яток і визначних місць).
Автор понад 280 наукових публікацій.

### Монографії
- Петроглифы Улуг-Хема. М., 1976
- Петроглифы Мугур-Саргола. М., 1980
- Сибирские поясные ажурные пластины II в. до н. э. — I в. н. э. // САИ. Вып. Д 4-7. М., 1980
- Петроглифы на кочевой тропе. М., 1982
- Петроглифы Енисея. История изучения (XVIII — начало XX вв.) М., 1996
- Петроглифы на дне Саянского моря (гора Алды-Мозага). М., 1998
- Александр Васильевич Адрианов (к 150-летию со дня рождения). Кемерово, 2004
- Каменный «компас» в Саянском каньоне Енисея. М., 2004; Мифы в камне
- Мир наскального искусства России. М., 2005 (в соавт. с Е. Г. Дэвлет)
- Мозага-Комужап — памятник наскального искусства в зоне затопления Саянской ГЭС. М., 2009
- Сокровища наскального искусства Северной и Центральной Азии. [Архівовано 11 вересня 2015 у Wayback Machine.] М.: ИА РАН, 2011 (в соавт. с Е. Г. Дэвлет)

## Нагороди
- Премія імені В. Е. Забєліна (спільно з К. Г. Девлет, за 2012 рік) — за монографію «Міфи в камені: Світ наскельного мистецтва Росії»
- Заслужений діяч науки Республіки Тива (2008)[3]